# Stoloteuthis
Stoloteuthis A. E. Verrill, 1883 è un genere di molluschi cefalopodi della famiglia Sepiolidae.

## Descrizione
Le seppie del genere hanno le caratteristiche della sottofamiglia Heteroteuthinae, ossia con uno scudo ventrale colorato e i lati argentei e con le braccia I-III unite da una membrana. Le specie Stoloteuthis mostrano un'insolita variabilità nella fusione dorsale della testa e del mantello e nelle dimensioni dello scudo ventrale. Questa variabilità è probabilmente dovuta al ridotto numero di esemplari raccolti.

## Biologia
Le specie di questo genere vivono fra i 160 e i 700 metri di profondità, ossia nella parte meno profonda del piano batiale. Hanno un'attività diurna nella zona mesopelagica superiore.

## Tassonomia
Il genere comprende le seguenti specie:
- S. cthulhui Fernández-Álvarez, P. Sánchez & Villanueva,  2021
- S. japonica Kubodera & Okutani, 2011
- S. leucoptera (A. E. Verrill, 1878)
- S. maoria (Dell, 1959)
- S. weberi (Joubin, 1902)

S. leucoptera si trova nelle acque dell'Oceano Atlantico, del Mar Mediterraneo, dell'Oceano Indiano, dell'Oceano Antartico e dell'Oceano Pacifico del sudovest..  S. japonica è stata descritta nel 2011 a partire da un esemplare catturato a nord-est di Honshu.